# Avenida da FEB
A Avenida da FEB, é a maior e principal avenida da cidade de Várzea Grande, na região metropolitana de Cuiabá. Com seus 2,8 km de extensão, liga a divisa de Várzea Grande à divisa com Cuiabá, passando pelos bairros: Jardim Cerrados, Ponte Nova, Cristo Rei, Manga e Alameda.

## Passagens
- Viaduto Isabel Campos

## Comércio
Em seu percurso, a avenida tem várias lojas de Auto Peças, concessionárias de veículos, 1 atacarejo , uma loja de departamentos e um shopping.

## Etimologia
O nome FEB é uma homenagem à Força Expedicionária Brasileira.